# Out Run Europa
Out Run Europa är titeln på ett spel utvecklat av US Gold, med licens från Sega. Spelet, som var det tredje i Out Run-serien, släpptes 1991 i USA. Det är inte samma spel som Out Run Europe, vilket skulle ha kommit ut 1988 med aldrig blev färdigt.
Spelet finns utgivet till Sega Master System, Amiga, ZX Spectrum och Commodore 64. 